# Blaue Zone
Die Blaue Zone ist eine Zone mit blau markierten Parkflächen.

## Deutschland

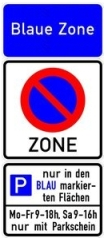
Beschilderung weist auf die Parkregelung hin (Beispiel).

Blaue Zone bezeichnet in einigen Städten Deutschlands einen innerstädtischen Parkbereich in dem Parkmöglichkeiten für Kraftfahrzeuge mit Hilfe einer blauen Straßenmarkierung gekennzeichnet werden. Die Aufstellung entsprechender Parkbeschilderung ist in diesem Fall nach den Vorstellungen der Gemeinden nicht notwendig. Auf Flächen, die nicht mit einer blauen Markierung gekennzeichnet sind, ist das Parken nicht zulässig, es gilt das eingeschränkte Haltverbot. Parkflächen für Taxis, Lieferfahrzeuge und Behinderten- sowie Bewohnerplätze sind extra gekennzeichnet.
Die blau markierten Parkflächen sind in der Regel an Werktagen für ein bestimmtes Zeitfenster parkscheinpflichtig, zudem gilt dann eine Höchstparkdauer.
Rechtlich ist das Ganze umstritten. In Deutschland werden auch die Grundsätze des Parkens in der Straßenverkehrsordnung oder der Allgemeinen Verwaltungsvorschrift zur Straßenverkehrs-Ordnung geregelt. Hiernach gibt es nur weiße Fahrbahnmarkierungen. Da nach der StVO auch die Parkmarkierungen zu den Fahrbahnmarkierungen gehören, müssen auch diese in weiß ausgeführt werden. Auch die aufgestellten Verkehrszeichen müssen diesen beiden Vorschriften entsprechen. Das ist bei "Blauen Zonen" nicht der Fall. Eine Parkraumbewirtschaftung kann nach der Verwaltungsvorschrift nur mit den in der StVO zur Verfügung stehenden Mitteln umgesetzt werden. Für alle anderen Varianten gibt es in Deutschland keine Rechtsgrundlage.

## Österreich
Kurzparkplätze und -zonen sind mit Verkehrstafeln und oft auch durch blaue Straßenmarkierungen gekennzeichnet. Die Kurzparkzonen werden daher im Volksmund Blaue Zonen genannt. Eine farbliche Markierung auf der Straße ist jedoch nicht vorgeschrieben. Oft stehen die Tafeln nur an den Zoneneinfahrten (Wien, Graz), ohne dass es danach weitere Hinweise auf die Kurzparkzone gibt.

## Schweiz und Liechtenstein
In der Schweiz und in Liechtenstein sieht das Strassenverkehrsgesetz Regelungen der Parkraumbewirtschaftung vor. Als Blaue Zone wird dabei ein Bereich mit blau markierten Parkplätzen, an der die Parkscheibe#Schweiz angebracht werden muss, bezeichnet.